# توماس بيورن
توماس بيورن (بالدنماركية: Thomas Bjørn)‏ هو لاعب غولف دنماركي، ولد في 18 فبراير 1971 في سيلكيبورج في الدنمارك.

## وصلات خارجية
- توماس بيورن على موقع رابطة لاعبي الغولف المحترفين (الإنجليزية)
- توماس بيورن على موقع رابطة أوروبا للاعبي الغولف المحترفين (الإنجليزية)
- توماس بيورن على موقع رابطة اليابان للاعبي الغولف المحترفين (الإنجليزية)
- توماس بيورن على موقع التصنيف العالمي الرسمي للغولف (الإنجليزية)